# Bangandu
Die Sprache Bangandu (andere Namen: bagando, bangando, bangantu, Süd-bangantu; ISO 639-3: bgf) ist eine ubangische Sprache aus der Sprachgruppe Gbaya-Manza-Ngbaka, die von insgesamt 2.700 Personen in Kamerun in der Ostprovinz sowie in der Republik Kongo entlang der Kameruner Grenze gesprochen wird.
Die ethnische Gruppe, die diese Sprache spricht, sind die Bangando aus dem Arrondissement (Distrikt) Molundu. Zusammen mit 14 weiteren Sprachen bildet die Sprache die Untergruppe gbaya-manza-ngbaka.